# Il mio gatto è indemoniato
Il mio gatto è indemoniato (My cat from hell) è un reality show trasmesso dal canale televisivo statunitense Animal Planet a partire da maggio 2011 e condotto dal comportamentista per gatti Jackson Galaxy. In Italia il programma è trasmesso da Real Time.
Il conduttore visita le case dei proprietari di gatti al fine di risolvere conflitti o problemi di comportamento tra i proprietari ed i loro gatti o tra gli stessi animali domestici.

## Episodi
| Stagione         | Episodi | Prima TV USA | Prima TV Italia |
| ---------------- | ------- | ------------ | --------------- |
| Prima stagione   | 3       | 2011         | 2011            |
| Seconda stagione | 6       | 2012         | 2012            |
| Terza stagione   | 10      | 2012         | 2013            |
| Quarta stagione  | 17      | 2013         | 2014            |
| Quinta stagione  | 17      | 2014         | 2015            |
| Sesta stagione   | 10      | 2015         | 2016            |
| Settima stagione | 10      | 2016         | 2017            |